# Scotinotylus sintalutus
Espèce
Scotinotylus sintalutus est une espèce d'araignées aranéomorphes de la famille des Linyphiidae.

## Distribution
Cette espèce est endémique de Saskatchewan au Canada,. Elle se rencontre vers Sintaluta.

## Description
La femelle holotype mesure 2,1 mm.

## Étymologie
Son nom d'espèce lui a été donné en référence au lieu de sa découverte, Sintaluta.

## Publication originale
- Millidge, 1981 : The erigonine spiders of North America. Part 3. The genus Scotinotylus Simon (Araneae: Linyphiidae). Journal of Arachnology, vol. 9, p. 167-213 (texte intégral).